# Casa Santomaso
La casa Santomaso es un edificio histórico italiano situado frente al Gran Canal de Venecia, en el sestiere o barrio de Dorsoduro, entre el palacio Orio Semitecolo Benzon y el palacete Nani Mocenigo, a poca distancia de la basílica de Santa Maria della Salute.

## Descripción
El edificio muestra el típico aspecto de las construcciones venecianas del siglo XV, con elementos góticos y renacentistas. La fachada principal presenta ventanas de una y tres aberturas con ojivas góticas. El edificio se remata con una gran buhardilla.